# Muhammad VII. (Granada)
Muhammad VII., mit vollem Namen محمد السابع المستعين بن يوسف الثاني / Muḥammad as-sābiʿ al-Mustaʿīn b. Yūsuf aṯ-ṯānī (* 1377 in Granada; † 11. Mai 1408 ebenda), war Emir von Granada von 1392 bis 1408.
Muhammad VII. kam 1392 als Sohn des abgesetzten Yusuf II. (1391–1392) an die Macht. Unter ihm begann eine erhebliche Verschlechterung der Beziehungen Granadas zu Kastilien, und der Waffenstillstand, der seit 1344/1350 bestanden hatte, wurde beendet. Zunächst wurde ein Einfall kastilischer Ritter des Alcantara-Ordens von den Nasriden abgewehrt (1394). Nach Ablauf des Waffenstillstandes von 1344 begann Muhammad VII. 1405 aber selbst mit Einfällen in die kastilische Grenzgebiete. Dies führte zu einem Gegenangriff und zur Sperrung der Meerenge von Gibraltar durch Kastilien. Zwar konnte Muhammad VII. nochmals bis Jaén vorstoßen, doch starb er schon im Mai 1408.
Seinem Bruder und Nachfolger Yusuf III. (1408–1417) – den Muhammad bei seiner Thronbesteigung in Salobreña einkerkern hatte lassen, um Streitigkeiten um den Thron zu unterbinden – gelang bald der Abschluss eines neuen Waffenstillstandes, doch geriet das Emirat, durch die immer wieder aufflammenden Kriegszüge, verstärkt unter den Druck Kastiliens, welcher letztendlich 1492 zum Untergang des Reiches führen sollte.